# Пикуах нефеш
Пикуах Нефеш (ивр. פיקוח נפש‎, «спасение души») — принцип в еврейском законе, гласящий, что сохранение человеческой жизни перекрывает любые другие религиозные мотивы. Когда жизнь конкретного человека в опасности, почти любая запрещающая заповедь Торы становится неприменимой.
Формально принцип основывается на толковании стихов книги Левит «Соблюдайте постановления Мои и законы Мои, которые исполняя, человек будет жив» (Лев. 18:5) и «Не стой [в бездействии] при виде крови ближнего твоего» (Лев. 19:16), развитом законоучителями в Пророках (Иезекииль 20:11), Писаниях (Неемия 9:29 и) и Талмуде (трактат Йома 85).

## Примеры нарушения запретов, допускаемых принципом
- Донорство органов и тканей — законы святости тела в иудаизме могут быть нарушены ради спасения жизни другого человека.
- В Субботу и Праздники допускается выполнение работ, направленные на спасение жизни, в частности, работа врача и пожаротушение.
- Некошерная еда может быть применена в пищу в случае голода (если нет выбора между ней и кошерной) либо если это необходимо для лечения.
- Посты (например, Йом Киппур) могут быть нарушены по состоянию здоровья.